# Журавок (зупинний пункт)
Жураво́к — залізничний зупинний пункт Конотопської дирекції Південно-Західної залізниці.
Розташований біля села Журавок Сновського району Чернігівської області на лінії Бахмач-Пасажирський — Деревини між станціями Камка (7 км) та Городня (4 км).
Станом на лютий 2020 року приміське пасажирське сполучення відсутнє.